# Hotel Atlántico
El Hotel Atlántico es un hotel de lujo situado en la calle Gran Vía de Madrid (España). Tiene un total de 109 habitaciones, y un restaurante que solo ofrece desayunos. El arquitecto Joaquín Saldaña fue elegido llevar a cabo el proyecto por encargo del Marqués de Falces. Se comenzó a construir en 1920 y se concluyó en 1923.
Se trata de uno de los hoteles históricos y emblemáticos de Madrid como el Ritz o el Palace.

## Arquitectura
Se trata de un edificio singular de estilo ecléctico afrancesado con un alto nivel de ornamentación y decoración, tanto exterior como interior. Cuenta con un torreón con cúpula en su lado izquierdo y terraza de estilo griego en el ático.  
En el interior posee nueve plantas decoradas en estilo neoclásico con tapices y muebles del siglo XIX.